# جوزي ديفيس
جوزي ديفيس (بالإنجليزية: Josie Davis)‏ هي ممثلة، سيناريست ومنتجة أمريكية ولدت في 15 يناير 1973.

## روابط خارجية
- جوزي ديفيس على موقع IMDb (الإنجليزية)
- جوزي ديفيس على موقع ألو سيني (الفرنسية)
- جوزي ديفيس على موقع أول موفي (الإنجليزية)
- جوزي ديفيس على موقع إن إن دي بي (الإنجليزية)
- جوزي ديفيس على موقع قاعدة بيانات الفيلم (الإنجليزية)
- جوزي ديفيس على موقع كينوبويسك (الروسية)